# Владимировский сельский совет (Сахновщинский район)
Владимировский сельский совет — входит в состав Сахновщинского района Харьковской области Украины.
Административный центр сельского совета находится в селе Владимировка.

## История
- 1924 — дата образования.

## Населённые пункты совета
- село Владимировка
- село Козырев
- село Орельское
- село Старовладимировка